# Moxostoma lachneri
Moxostoma lachneri är en fiskart som beskrevs av Robins och Raney, 1956. Moxostoma lachneri ingår i släktet Moxostoma och familjen Catostomidae. Inga underarter finns listade i Catalogue of Life.